# Нмуел
Нмуел (на езика Бислама Nmwel) е остров включен в състава на Република Вануату. Намира се в близост до остров Тегуа в архипелага Нови Хебриди Тихи океан, с координати 13°15′00″ ю. ш. 166°35′00″ и. д. / 13.25° ю. ш. 166.583333° и. д.. Съгласно административното деление на страната е под юрисдикцията на провинция Торба.
Нмуел е малък и ненаселен остров.